# B'Elanna Torres
B'Elanna Torres is een personage uit de sciencefictionserie Star Trek: Voyager. De rol werd gespeeld door Roxann Dawson.
B'Elanna is half Klingon, half mens. Ze is geboren in 2346 op Kessik IV, een kolonie van de Federatie. Hier waren zij en haar moeder als enige Klingon. Ze schaamde zich daar ontzettend voor en probeerde haar Klingonuiterlijk dan ook zo goed mogelijk te verbergen door bijvoorbeeld mutsen te dragen. Haar vader heeft, toen B'Elanna vijf was, haar en haar Klingonmoeder verlaten. Later verhuisde ze samen met haar moeder naar Kronos, de thuisplaneet van de Klingons.
Op haar achttiende meldde ze zich aan bij de Starfleet Academie. Omdat ze geen makkelijk karakter had, was het ook niet makkelijk om in het gareel van de Academy te blijven. B'Elanna is erg opvliegerig en zeer kritisch. Tot 10 tellen is voor haar erg moeilijk. Ze houdt het ook niet vol op de Academy en stopt in het tweede jaar.
B'Elanna sloot zich aan bij de Maquis om zo tegen de Cardassians te vechten. In 2371 werd ze als deel van een Maquisbemanning naar het Deltakwadrant verplaatst door de Caretaker. Omdat het schip van de Maquis verloren ging, sloot de Maquisbemanning, waaronder B'Elanna dus ook, aan bij het Federatieschip USS Voyager NCC-74656. Hier moest ze zich wel aan de Starfleet regels houden, zeker als Chakotay kapitein Janeway voorstelt om B'Elanna tot Chief Engineering Officer te benoemen. Hoewel Janeway dit in eerste instantie niet zag zitten, heeft B'Elanna toch in korte tijd weten te bewijzen dat ze een goede Chief Engineering Officer is.
Aanvankelijk kon B'Elanna Tom Paris niet uitstaan, maar na verloop van tijd werden zij toch vrienden. Op een gegeven moment gaf B'Elanna zelfs toe van hem te houden. Tom en B'Elanna trouwen op Voyager en krijgen samen in 2378 een dochter, genaamd Miral Paris.